# Отварачка за бутилки
| Обикновена отварачка |  | Отварачка за маса |
| Обикновена отварачка |  | Отварачка за маса |

Отварачка за бутилки е устройство, използвано за отваряне на капачки от бутилки.

## История
Първата отварачка за бутилки е патентована от Алфред Луис Бернардин през 1893 година. Тя е постоянно закрепена към плота на масата. Една година по-късно Уилиам Паинтер създава ръчна отварачка.

## Начин на използване
Отварачката се прилага на капачката по такъв начин, че горната част на отварачката да лежи на повърхността на капачката, докато долната захваща зъбите. По този начин се формира един вид лост, благодарение на който чрез издърпване нагоре капачката може да бъде премахната.